# فقاع الأباعد الورمية
فقاع الأباعد الورمية (بالإنجليزية: Paraneoplastic pemphigus)‏ هو مرض مناعي ذاتي ينشأ من ورم يتسبب به. يعتقد وجود مستضدات مرتبطة بالورم تستهدف الجهاز المناعي مما ينتج عنه تبثر الجلد والغشاء المخاطي.
من أمثلة الأورام التي تحدث فيها فقاع الأباعد الورمية: ورم الغدة الزعترية وداء كاسلمان.
قد يتعرض المرضى المصابون بورم حميد أو خبيث للخطر ذاته، لكن في حالة الورم الخبيث فإن نسبة الوفيات أعلى (90٪ تقريبا).

## العلامات والأعراض
يعد وجود الآفات القاسم المشترك بين مرضى فقاع الأباعد الورمية، لكن تختلف خصائصها فيما بينهم. تشمل المظاهر السريرية الخمسة للآفات المرتبطة بفقاع الأباعد الورمية:
- «فقاع»: بثور رخوة (منفصلة)، قشور فوق الآفات الجلدية النّازة
- «شبيهة بالفقاع»: بثور متفاقمة وحمامى بلون أحمر قرميدي
- «شبيهة بالحمامى متعددة الأشكال»: آفات شديدة متعددة الأشكال جلدية و/أو مخاطية
- «شبيهة بمرض الطعم مقابل المضيف»: طفح حزازي واسع الانتشار مع إصابة شديدة في الأغشية المخاطية
- «شبيهة بالحزاز المسطح»: حطاطات متقشرة صغيرة حمراء ذات قمم مسطحة

غالبًا ما تظهر آفات الأغشية المخاطية في تجويف الفم أولاً. يمكن أن تشمل البلعوم الفموي، والبلعوم الأنفي، واللسان، وحوافي الشفاه (الجزء الأحمر). يمكن أيضًا أن تظهر في ملتحمة العين والمنطقة الشرجية التناسلية (العجان) والمريء. تتبع الآفات الجلدية عادةً ظهور الآفات المخاطية. غالبًا ما تنفط البثور على شكل موجات، وتظهر عادةً في الجذع العلوي والرأس والرقبة والأطراف القريبة. تظهر الآفات الشبيهة بالفقاع غالبًا على الأطراف. تعد الآفات الحزازية أكثر شيوعًا بين الأطفال، إذ تظهر على الجذع والأطراف، وتتراوح من حطاطات متقشرة حمراء صغيرة إلى حطاطات بنفسجية أو بنية واسعة النطاق تمتد إلى الوجه والرقبة. تظهر أيضًا جروح لها سمات حمامية متعددة الأشكال أو شبيهة بمرض الطعم مقابل المضيف. لوحظ أن الآفات المتقشرة على راحتي اليد وباطن القدمين تتزامن مع الآفات الحزازية. قد تظهر آفات ذات أشكال متغيرة في وقت واحد وتتحول من نوع إلى آخر مع تقدم المرض.

## التشخيص
يمكن إجراء العديد من الاختبارات لتشخيص فقاع الأباعد الورمية. في البداية، يمكن الحصول على العينات عن طريق أخذ خزعة من الجلد للفحص المجهري الروتيني واختبار التألق المناعي المباشر. يجب الحصول على عينة الجلد من منطقة غير مصابة ومجاورة للآفة. يمكن إجراء اختبارات أخرى مفصلة بعد ذلك اعتمادًا على نتائج اختبار التألق المناعي المباشر. يعد التشخيص الفوري لفقاع الأباعد الورمية أمرًا بالغ الأهمية نظرًا لارتفاع معدل الوفيات جرائه.
راجع كل من كاميزا وهيلم المعايير الأصلية من دراسة آنهالت وآخرين لتحديد العلامات الرئيسية والثانوية التي تشير إلى فقاع الأباعد الورمية:
الرئيسية:

## العلاج
يركز العلاج حاليا على شفاء الجروح، وكذلك إعطاء الكورتيكوستيرويدات، لكنها لا تعطي نتائج نجاح جيدة. تركز الأبحاث الحالية على معالجة الورم المسبب لفقاع الأباعد الورمية لغرض التخفيف من أعراضه.
من الأدوية الأخرى المستعملة آزاثيوبرين وسيكلوسبورين وسيكلوفوسفاميد.